# Prêmio Ratzinger
O Prêmio Ratzinger é um prêmio internacional anual concedido pela Fundação Vaticana Joseph Ratzinger - Bento XVI aos estudiosos que se destacaram, por sua investigação científica, na área da teologia.

## Laureados
| Ano  | Laureado                        | País           | Observação                                                 |
| ---- | ------------------------------- | -------------- | ---------------------------------------------------------- |
| 2011 | Manlio Simonetti                | Itália         | Filólogo e historiador                                     |
| 2011 | Maximilian Heim                 | Alemanha       | Teólogo, abade do mosteiro cisterciense de Heiligenkreuz   |
| 2011 | Olegario González de Cardedal   | Espanha        | Teólogo                                                    |
| 2012 | Brian Edward Daley              | Estados Unidos | Teólogo e historiador                                      |
| 2012 | Rémi Brague                     | França         | Filósofo e historiador                                     |
| 2013 | Richard Burridge                | Reino Unido    | Biblista anglicano                                         |
| 2013 | Christian Schaller              | Alemanha       | Teólogo                                                    |
| 2014 | Anne-Marie Pelletier            | França         | Teóloga                                                    |
| 2014 | Waldemar Chrostowski            | Polónia        | Teólogo                                                    |
| 2015 | Nabil el-Khoury                 | Líbano         | Teólogo, tradutor da Opera omnia de Bento XVI para o árabe |
| 2015 | Mario de França Miranda         | Brasil         | Teólogo                                                    |
| 2016 | Inos Biffi                      | Itália         | Teólogo                                                    |
| 2016 | Ioannis Kourempeles             | Grécia         | Teólogo                                                    |
| 2017 | Theodor Dieter                  | Alemanha       | Teólogo                                                    |
| 2017 | Karl-Heinz Menke                | Alemanha       | Teólogo                                                    |
| 2017 | Arvo Pärt                       | Estónia        | Compositor                                                 |
| 2018 | Mario Botta                     | Suíça          | Arquiteto                                                  |
| 2018 | Marianne Schlosser              | Alemanha       | Teóloga                                                    |
| 2019 | Charles Taylor                  | Canadá         | Filósofo                                                   |
| 2019 | Paul Béré                       | Burquina Fasso | Teólogo                                                    |
| 2020 | Jean-Luc Marion                 | França         | Filósofo                                                   |
| 2020 | Tracey Rowland                  | Austrália      | Teóloga                                                    |
| 2021 | Ludger Schwienhorst-Schönberger | Alemanha       | Teólogo especializado no Antigo Testamento                 |
| 2021 | Hanna-Barbara Gerl-Falkovitz    | Alemanha       | Filósofa                                                   |
| 2022 | Michel Fédou                    | França         | Teólogo                                                    |
| 2022 | Joseph Halevi Horowitz Weiler   | África do Sul  | Jurista                                                    |